# 莱涅叙方丹
莱涅叙方丹（法語：Leignes-sur-Fontaine，法語發音：[lɛɲ syʁ fɔ̃tɛn]，意为“泉上的莱涅”）是法国新阿基坦大区维埃纳省的一个市镇，位于该省东部，属于蒙莫里永区。

## 地理
莱涅叙方丹（46°30'21"N, 0°46'37"E）面积32.37 平方千米，位于法国新阿基坦大区维埃纳省，该省份为法国中西部省份，北起曼恩-卢瓦尔省和安德尔-卢瓦尔省，西接德塞夫勒省，南至夏朗德省，东南接上维埃纳省，东临安德尔省。
与莱涅叙方丹接壤的市镇（或旧市镇、城区）包括：昂蒂尼、沙佩勒维维耶、绍维尼、茹埃、派宰勒塞克、潘德赖。

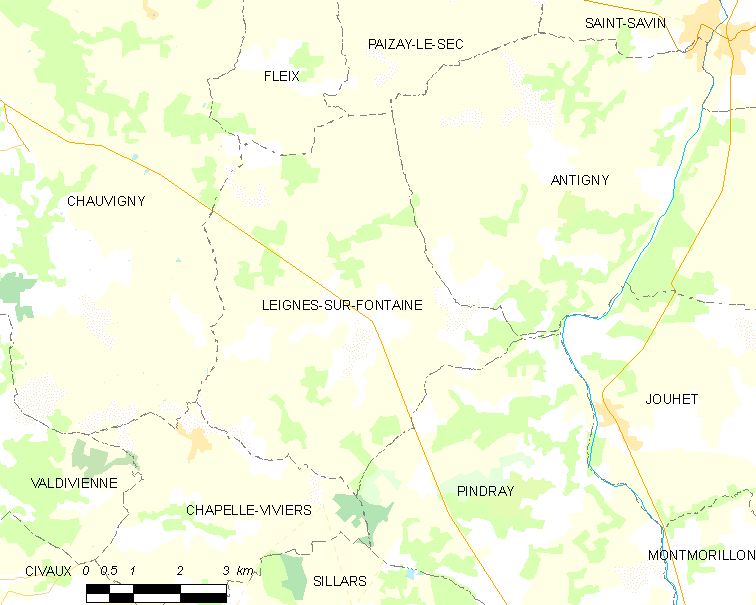
莱涅叙方丹的OSM定位图

莱涅叙方丹的时区为UTC+01:00、UTC+02:00（夏令时）。

## 行政
莱涅叙方丹的邮政编码为86300，INSEE市镇编码为86126。

## 政治
莱涅叙方丹所属的省级选区为绍维尼县。

## 人口

1962-2008年间莱涅叙方丹人口变化图示

莱涅叙方丹于2022年1月1日时的人口数量为644人。